# 팔라비 왕조
팔라비 왕조(페르시아어: دودمان پهلوی)는 1925년부터 1979년까지 거의 54년 동안 통치한 이란의 마지막 왕조이다. 이 왕조는 현대의 비귀족 마잔데라니 군인인 레자 샤 팔라비에 의해 창건되었으며, 이 왕조는 이 왕조라는 이름을 가졌다. 이슬람 이전 사산 왕조에서 민족주의적 자격을 강화하기 위해 사용된 팔라비어를 사용했다.
이 왕조는 1921년 쿠데타 이후 1925년 카자르 왕조를 대체했으며, 1921년 1월 14일 42세의 군인 레자 칸(Reza Khan)이 영국 장군 에드먼드 아이언사이드(Edmund Ironside)에 의해 영국이 운영하는 페르시아 코사크 여단(Persian Cossack Brigade) 주도를 위해 승진했다. 약 한 달 후, 영국의 지휘 하에 레자 칸의 3,000~4,000명의 코사크 여단이 테헤란에 도착하여 1921년 페르시아 쿠데타로 알려지게 되었다. 나머지 국가는 1923년에 점령되었고, 1925년 10월에 의회는 아마드 샤 카자르(Ahmad Shah Qajar)를 폐위시키고 공식적으로 추방하기로 합의했다. 의회는 1906년 페르시아 헌법에 따라 1925년 12월 12일 레자 팔라비를 이란의 새로운 샤로 선언했다. 처음에 팔라비는 당시 터키에서 아타튀르크가 했던 것처럼 이란을 공화국으로 선언할 계획이었지만 2009년에 영국인과 성직자들의 반대에 직면하여 이 아이디어를 포기했다.
이란 왕조는 1925년부터 1953년까지 입헌군주제 형태로 28년 동안 이란을 통치했고, 민주적으로 선출된 총리가 타도된 후 1979년 왕조가 전복될 때까지 26년 동안 더욱 독재적인 군주제였다.